# Tour Over Europe 1980
Tournées par Led Zeppelin
Knebworth Festival 1979 
 (1979) Ahmet Ertegun Tribute Concert (2007)
Tour Over Europe 1980 est une tournée du groupe Led Zeppelin en Europe en 1980. Elle fait suite à la sortie de l'album In Through the Out Door de la même année.

## Histoire
C'est la dernière tournée du groupe Led Zeppelin avant le décès du batteur John Bonham et la dissolution du groupe,.

## Chansons jouées
1. Train Kept A-Rollin' (Tiny Bradshaw, Kay, Syd Nathan)
2. Nobody's Fault but Mine (Jimmy Page, Robert Plant)
3. Out on the Tiles (intro) (John Bonham, Page, Plant, ) / Black Dog (John Paul Jones, Page, Plant)
4. In the Evening (Jones, Page, Plant)
5. The Rain Song (Page, Plant)
6. Hot Dog (Page, Plant)
7. All My Love (Jones, Plant)
8. Trampled Under Foot (Jones, Page, Plant)
9. Since I've Been Loving You (Jones, Page, Plant)
10. Achilles Last Stand (Page, Plant)
11. White Summer/Black Mountain Side (Page)
12. Kashmir (Bonham, Page, Plant)
13. Stairway to Heaven (Page, Plant)

Bonus :
- Rock and Roll (Bonham, Jones, Page, Plant)
- Whole Lotta Love (Bonham, Willie Dixon, Jones, Page, Plant)
- Heartbreaker (Bonham, Jones, Page, Plant)
- Communication Breakdown (Bonham, Jones, Page)
- Money (Berry Gordy, Janie Bradford)